# Эмбрих, Рихо
Рихо Эмбрих (эст. Riho Embrich; 10 марта 1993, Таллин, Эстония) — эстонский и финский хоккеист, нападающий. Участник чемпионатов мира в первом дивизионе.

## Карьера
Начал заниматься хоккеем в Финляндии. Воспитанник клуба ХИФК. В 2012 году выступал в Молодежной хоккейной лиге за «Балтику» из Вильнюса. Затем он входил в молодёжные составы ведущих финских клубов. После выступления в низших лигах местного первенства, Эмбрих в 2018 году перебрался во французскую команду «Тулуза Бланьяк».

## Сборная
За сборную Эстонии Эмбрих дебютировал в 2012 году на квалификационном турнире к Олимпийским играм в Сочи. С тех пор он стал неоднократно приглашаться в ряды национальной команды. Несколько раз он с ней участвовал в играх Чемпионата мира в Первом дивизионе.

## Семья
Отец — эстонец, мать — русская. Младший брат Рихо — Эрик Эмбрих (род. 1997) также является хоккеистом.